# هوية عربية
الهوية العربية هي الحالة الموضوعية أو الذاتية لإدراك الشخص العربي والعلاقة إلى كونه عربي. وهي تعتمد على ثقافة مشتركة، ونسب تقليدي، والأرض المشتركة في التاريخ، وتبادل الخبرات بما في ذلك الصراعات والمواجهات الأساسية. هذه القواسم المشتركة هي إقليمية وقبلية. يتم تعريف الهوية العربية بشكل مستقل عن الهوية الدينية، لا تعد الهوية العربية هوية دينية إسلامية، فهي ترجع إلى ما قبل ظهور الإسلام، وشهدت تاريخيًا ظهور ممالك مسيحية عربية ووجود قبائل يهودية عربية. ومع ذلك، فاليوم يعد معظم العرب مسلمون، مع وجود أقليات من ديانات أخرى، أغلبها مسيحية إلى جانب أقلية من الموحدون الدروز والبهائيين، ويشكل المسلمون السنّة والشيعة والإسماعيلية معظم العرب الآن، في وجود نسبة تتراوح بين 7.1 و10% من العرب الذين يعتنقون المسيحية.
يمكن رؤية الهوية العربية أيضاً من خلال عدسة الهوية المحلية أو الإقليمية. على مدار التاريخ العربي، كانت هناك ثلاثة اتجاهات وطنية رئيسية في العالم العربي. ترفض العروبة سيادة الدول الحالية على أنها إبداعات مصطنعة وتدعو إلى الوحدة العربية الكاملة.
ووفق معتقدات العرب فهم يقسمون أنفسهم إلى «عرب عاربة» ينحدرون من جدهم الأكبر قحطان و«عرب بائدة» المذكورين في القرآن بأنهم بادوا عاقبًا لهم كفرهم، و«عرب مستعربة» وجدهم الأكبر عدنان. ومع الفتوحات الإسلامية في القرنين السابع والثامن الميلاديين، أسس العرب خلافة عربية (تحت حكم الخلفاء الراشدين والأمويين، ثم العباسيين) امتدت من الحدود الجنوبية لفرنسا غربًا إلى حدود الصين شرقًا، ومن آسيا الصغرى شمالاً إلى السودان جنوبًا، لذا كانت واحدة من أكبر الممالك اتساعًا في التاريخ. وقد نشر العرب الإسلام والثقافة والعلوم واللغة العربية في معظم هذه المناطق، عن طريق التحول الديني والاستيعاب الثقافي.

## تعريف

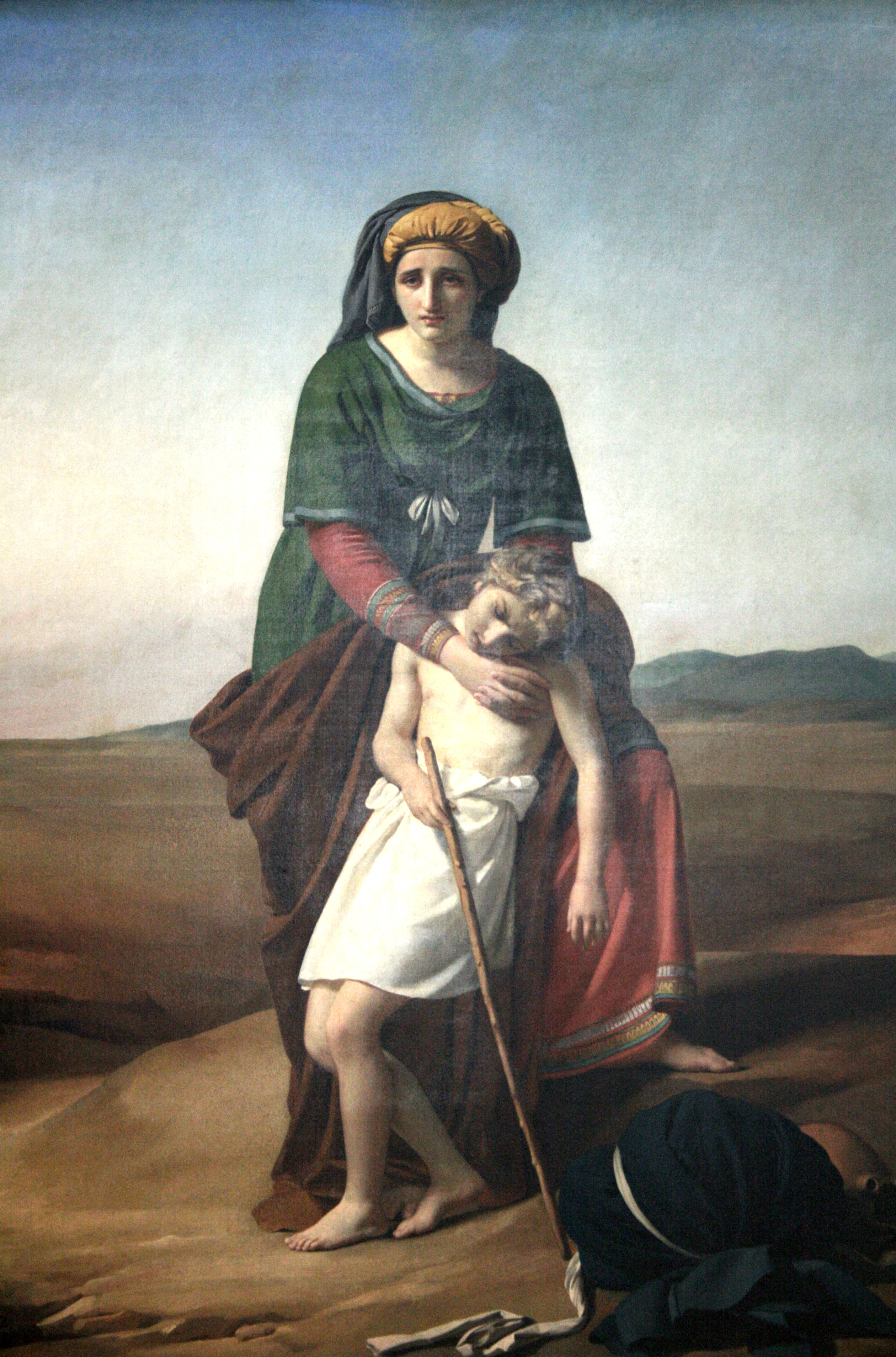
رسم تخيلي من سنة 1820، للنبي إسماعيل وامه هاجر بعد أن خرجا إلى الصحراء. يعتبر العرب والمؤرخون القدماء أن إسماعيل هو أوّل من تكلّم بالعربية الخالصة، عندما بلغ أشدّه.

العرب هم شعب من الشعوب سامية، ويسكن الكثير منهم في الشرق الأوسط وشمال إفريقيا. الروابط التي تربط العرب هي عرقية ولغوية وثقافية وتاريخية وقومية وجغرافية وسياسية. ولديهم عاداتهم الخاصة، ولغتهم، وفن العمارة، والفنون، والأدب، والموسيقى، والرقص، ووسائل الإعلام، والمأكولات، واللباس، والمجتمع، والرياضة، والأساطير.
حسب التقاليد الإبراهيمية ينسب العرب إلى النبي إسماعيل، وحسب بعض الإخباريين والنسابين العرب إلى يعرب،[وفقًا لِمَن؟]. في التاريخ، فإن أقدم ذكر للفظ عرب يعود لنص آشوري من القرن التاسع قبل الميلاد، وحسب نظرية أكثرية الباحثين فإنه يعني أهل البادية، في اللغة الآشورية وعدد من اللغات السامية الأخرى.
| « | "أولئك الذين ينتمون إلى المجموعة العرقية العربية، الشعب العربي أو الأمة العربية، يتكلمون شكلاً من أشكال اللغة العربية ويعتبرونها "لغتهم الطبيعية". اعتبار تاريخ وخصائص العرب الثقافية هي ميراثهم؛ وتأكيد الهوية العربية أو الوعي العربي. - مكسيم رودنسون | » |

| هوية عربية | العربي هو الشخص الذي لغته هي اللغة العربية، ويعيش في بلد ناطق بالعربية، وله نفس تطلعات الشعوب الناطقة بالعربية. - جامعة الدول العربية | هوية عربية |

| هوية عربية | "العرب": الإسم الذي يُطلق على سكان الجزيرة العربية القديمة والحديثة وغالباً ما يتم تطبيقه على الشعوب التي تحالفت بشكل وثيق معهم في الأصل واللغة والدين والثقافة. في الوقت الحاضر يعيش أكثر من 200 مليون عربي بشكل رئيسي في 21 دولة. ويشكلون الأغلبية الساحقة من السكان في المملكة العربية السعودية وسوريا واليمن والأردن ولبنان والعراق ومصر ودول شمال إفريقيا. اللغة العربية هي الرمز الرئيسي للوحدة الثقافية بين هؤلاء الناس، لكن دين الإسلام يوفر رابطة مشتركة أخرى لغالبية العرب. -إنكارتا | هوية عربية |

## الوطن الأم
العالم العربي أو رسمياً الوطن العربي، والمعروف أيضاً باسم الأمة العربية أو الدول العربية، يتكون حالياً من 22 دولة عربية: الجزائر، والبحرين، وجزر القمر، وجيبوتي، ومصر، والعراق، والأردن، والكويت، ولبنان، وليبيا، وموريتانيا، والمغرب، وسلطنة عمان، وفلسطين، وقطر، والمملكة العربية السعودية، والصومال، والسودان، وسوريا، وتونس، والإمارات العربية المتحدة واليمن، وتحتل منطقة تمتد من المحيط الأطلسي في الغرب إلى بحر العرب في الشرق، ومن البحر الأبيض المتوسط في الشمال إلى القرن الأفريقي والمحيط الهندي في الجنوب الشرقي. يبلغ عدد سكان العالم العربي حوالي 422 مليون نسمة.

## أيديولوجية

### القومية العربية

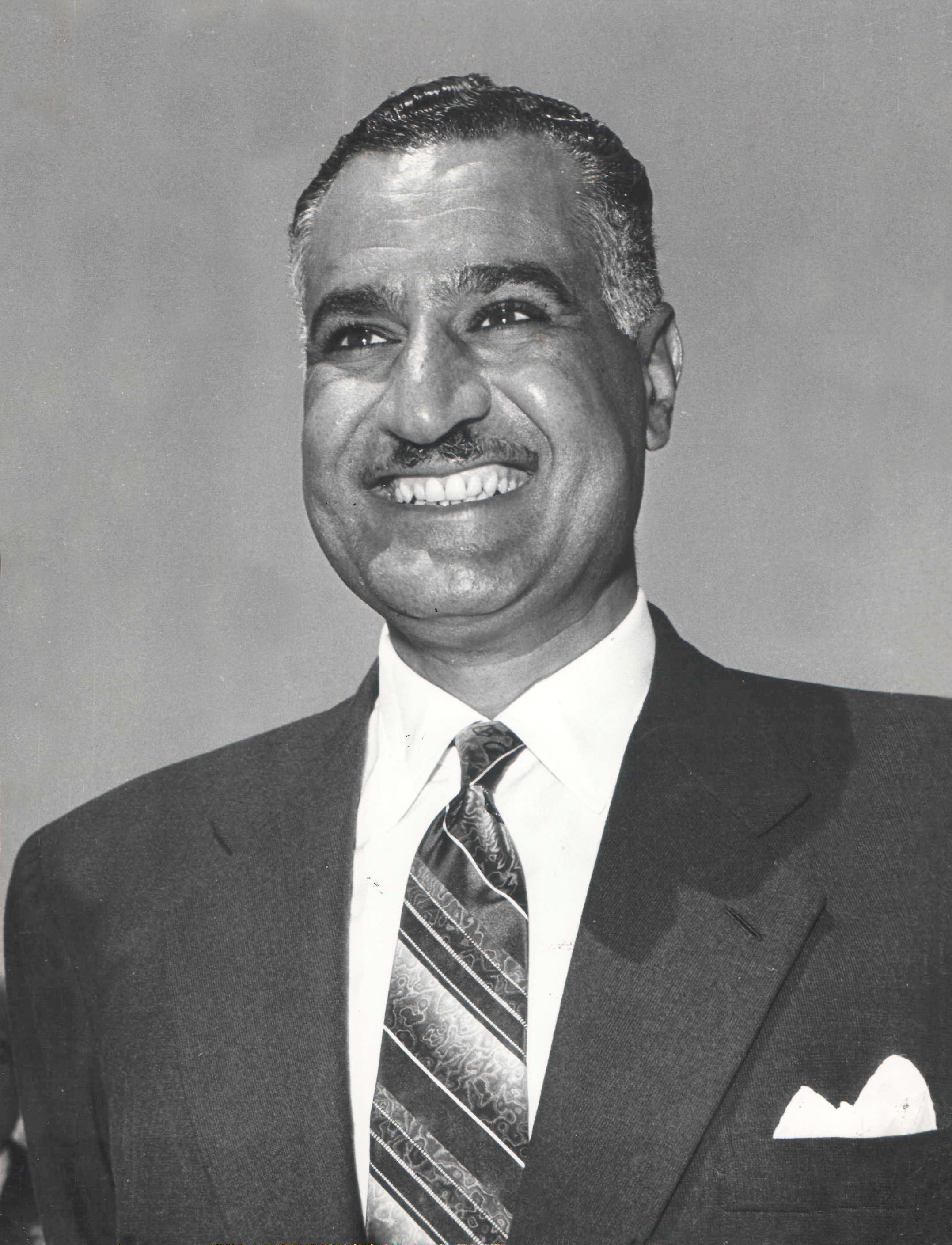
جمال عبد الناصر؛ كان رمزا ولاعبًا بارزًا في صعود القومية العربية.

القومية العربية هي أيديولوجية قومية تؤكد أن العرب هم أمة واحدة وتعزز وحدة الشعب العربي. في مفهومها المعاصر هي الإيمان بأن الشعب العربي شعب واحد تجمعه اللغة والثقافة والتاريخ والجغرافيا والمصالح وبأن دولة عربية واحدة ستقوم لتجمع العرب ضمن حدودها من المحيط إلى الخليج. ايمان العرب بأنهم أمة قديم وربما من الصعب معرفة بداياته، فكان يظهر افتخار العرب بجنسهم في الشعر العربي، وفي عهد الإسلام تجسدت القومية بشعور العرب بأنهم أمة متميزة ضمن الإسلام، وزاد هذا الشعور خلال العهد الأموي. في العصر الحديث، جسدت هذه الفكرة بأيديولوجيات مثل الحركة الناصرية والتيار البعثي الذين كانا الأكثر شيوعاً في الوطن العربي خصوصاً في فترة أواسط القرن العشرين حتى نهاية السبعينات، والتي تميزت بقيام الجمهورية العربية المتحدة بين مصر وسوريا وشهدت محاولات وحدوية أخرى كثيرة. اكتسبت القومية العربية مدًا جديدًَا شعبيًا نتيجة ثورات الربيع العربي وظهور تيار شعبي عربي يدعو لوحدة عربية يقودها الشعب، وليس الأنظمة المتسلطة التي ركبت موجة القومية دون أن تنجز شيئاً يذكر في هذا الاتجاه.
يؤمن القوميين العرب بالعروبة كعقيدة ناتجة عن تراث مشترك من اللغة والثقافة والتاريخ إضافة إلى مبدأ حرية الأديان. الوحدة العربية هدف القوميين العرب.

### الاشتراكية العربية
الإشتراكية العربية هي أيديولوجية سياسية قائمة على الخلط بين القومية العربية والاشتراكية. تختلف الاشتراكية العربية عن الأفكار الاشتراكية السائدة في العالم العربي. بالنسبة للكثيرين، بمن فيهم ميشيل عفلق، كانت الاشتراكية العربية خطوة طبيعية نحو ترسيخ الوحدة والحريات العربية، لأن النظام الإشتراكي حول الملكية والتنمية وحده قادر على التغلب على بقايا الإستعمار في العالم العربي.

## الوحدة

### الوحدة العربية

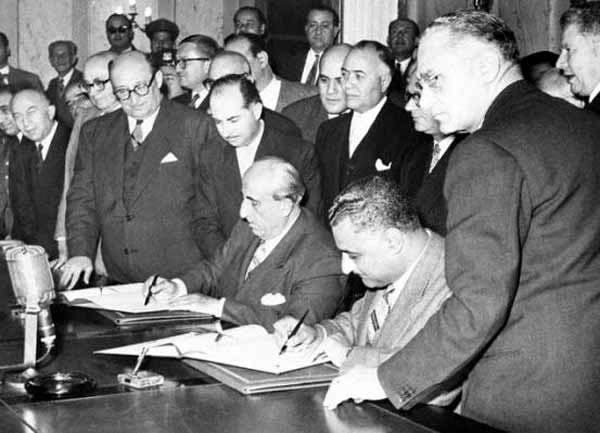
الرئيس المصري جمال عبد الناصر يوقع اتفاق الوحدة مع الرئيس السوري شكري القوتلي، بتشكيل الجمهورية العربية المتحدة، في فبراير من عام 1958.

العروبة أو الوحدة العربية هي أيديولوجية تتبنى توحيد بلدان شمال أفريقيا وغرب آسيا من المحيط الأطلسي إلى بحر العرب، ويُشار إليها باسم العالم العربي. وتقوم الفكرة على دمج بعض أو كل الدول العربية في إطار سياسي واقتصادي واحد يزيل الحدود بين الدول العربية ويؤسس دولة اقتصادية، وبشرية وعسكرية قوية. الوحدة العربية هي فكرة يعتقد القوميين العرب أنها حل للتخلف والإحتلال والقمع الذي يعيشه المواطن العربي في جميع بلدان هذا البلد الممتد من المحيط إلى الخليج.

### الجامعة العربية
جامعة الدول العربية هي منظمة إقليمية تتكون من الدول العربية في شمال أفريقيا وحولها، والقرن الأفريقي والجزيرة العربية. تأسست في القاهرة في 22 مارس من عام 1945 مع ستة أعضاء: مملكة مصر، والمملكة العراقية، وشرق الأردن (أعيدت تسميتها تحت اسم الأردن عام 1949)، ولبنان، والمملكة العربية السعودية، وسوريا. وينص ميثاقها على التنسيق بين الدول الأعضاء في المسائل الاقتصادية، بما في ذلك العلاقات التجارية والاتصالات والعلاقات الثقافية والجنسيات ووثائق السفر والتصاريح والعلاقات الاجتماعية والصحة. وإعتباراً من عام 2018 بلغ عدد الدول الأعضاء في جامعة الدول العربية 22 دولة.اعتبارًا من 2018

## المعايير
في العصر الحديث، يُحدد العربي وفقًا لمعيار أو أكثر من المعايير الثلاثة التالية بأنه:
- نسبًا: الشخص الذي يمكن إثبات نسبه إلى إحدى القبائل العربية - السكان الأصليين للجزيرة العربية وبادية الشام. كان هذا التعريف هو المستخدم عند علماء العصور الوسطى كابن خلدون، ولكن قلّ الاعتماد على هذا التعريف بمرور الوقت، بعد أن فقد ذوي الأصول العربية صلاتهم مع أسلافهم في الوطن الأم. على الرغم من أنه يمكن استخدام اختبارات الحمض النووي في العصر الحديث لإثبات الانتساب إلى الأصول العربية. فعلى سبيل المثال، وجد أن تردد المورثة العربية (هاپلوغروپ J1) ينهار فجأة عند حدود البلدان الناطقة بالعربية.[25]
- لغويًا: الشخص الذي تمثل اللغة العربية لغته الأولى، بما في ذلك لهجاتها. يشمل هذا التعريف أكثر من 300 مليون نسمة، وهو المعيار الذي ترفضه بعض الجماعات ذات الأصول غير العربية، كتعريف المصريين أنفسهم في مطلع القرن العشرين.[26][27]
- سياسيًا: وفقًا للقومية الحديثة، العربي هو المواطن في أي بلد تمثل اللغة العربية إحدى لغاتها الوطنية أو الرسمية، أو هو مواطن أي دولة عضوة في جامعة الدول العربية، والتي تضم الدول التي تعد اللغة العربية لغتها الرسمية الحكومية، حتى لو لم تكن لغة غالبية السكان، وهو التعريف الذي يشمل أكثر من 350 مليون نسمة. قد يكون أيضًا التعريف الأكثر إثارة للجدل، لأنه التعريف الأكثر بساطة. إلا أنه يستبعد بالكامل العرب المغتربين خارج العالم العربي، ويشمل الأشخاص الذين لا يُعرّفون أنفسهم كعرب.

تختلف الأهمية النسبية لهذه العوامل الثلاثة عند المجموعات المختلفة وكثيرًا ما كانت محل نزاع. وأحيانًا ما تم الجمع بين بعض الجوانب من كل تعريف، كما فعل الفلسطيني حبيب حسن توما، الذي عرّف العربي بالمعنى الحديث للكلمة، بأنه «مواطن الدولة العربية الذي يجيد اللغة العربية، ويمتلك المعرفة الأساسية للتقاليد العربية، والتي تشمل الأخلاق والعادات والنظم السياسية والاجتماعية للثقافة»، وهو التعريف الذي يعتقد فيه معظم الناس الذين يعتبرون أنفسهم عرب، بغض النظر عن التعريفات السياسية واللغوية.
يعتبر القليل من الناس أنفسهم عربًا وفقًا للتعريف السياسي، بالرغم من أن اللغة العربية ليست لغتهم الأولى أو الأساسية، وهو ما يرفضه الأكراد والأمازيغ. بعض الأقليات الدينية داخل غرب آسيا وشمال أفريقيا والذين يتحدثون اللغة العربية أو أي من لهجاتها باعتبارها لغة مجتمعهم الأولى، قد لا يدرجون أنفسهم تحت الهوية العربية، وأبرزهم الآشوريون والمجتمعات المسيحية السريانية الأخرى وأقباط المهجر.

### الهوية العرقية

خريطة توضيحية تظهر انتشار المورثة هاپلوغروپ J وفق النسب.

ينتمي العرب إلى الفرع السامي للعرق القوقازي، ومعظمهم من العرق المتوسطي. السلالة العربيَّة هو مصطلح لجنس فرعي من النوع المورفولوجي للعرق القوقازي، كما هو مستخدم في الأنثروبولوجيا الطبيعية. وقد وجدت بعض الدراسات الجينية الحديثة (عن طريق تحليل الحمض النووي من الشعوب الناطقة للسامية)، صلات كروموسوم واي بين شعوب الشرق الحديث في دول الشرق الأوسط، والعبرانيين، والمندائيين، والسامريين، والآشوريين.
صنّف الإخباريُّون الشعوب العربية لعدة طبقات: عرب بائدة وعرب عاربة وعرب متعربة وعرب مستعربة.
- قبائل «عرب البائدة»: وهي القبائل العربية القديمة التي كانت تعيش في شبه الجزيرة العربية ثم انقرضت قبل الإسلام كقوم عاد وثمود.[37]
- «العرب العاربة»: ينحدرون من قحطان الذي كان سليل إسماعيل.[38]
- «العرب المستعربين»: هم العرب الذين يتحدثون اللغة العربية وهم ذوي أصول غير عربية.

يرفض العرب تصنيفهم ووصفهم «بالبيض» ويعتبرون أنفسهم «عرب». عندما يتعلق الأمر بالعرب، يبدو أن هذه النقطة المهمة غالباً ما تكون مفقودة، كما ترى محاولات أكثر وأكثر لوضعها على أنهم من العرق «الأبيض».

### الهوية الوطنية

علم الثورة العربية الكبرى؛ تصميمها وألوانها هي أساس لعديد من أعلام الدول العربية.

الهوية الوطنية هي هوية المرء أو الشعور بالانتماء لدولة واحدة أو لأمة واحدة. وإنه شعور الأمة كأمة متماسكة، كما تمثلها التقاليد والثقافة واللغة والسياسة المميزة. القومية العربية هي أيديولوجية قومية تحتفل بأمجاد الحضارة العربية ولغة وأدب العرب، وتدعو إلى التجديد والوحدة السياسية في العالم العربي. منطلق القومية العربية هو الحاجة إلى وحدة عرقية وسياسية وثقافية وتاريخية بين الشعوب العربية في الدول العربية. والهدف الرئيسي للقومية العربية هو تحقيق الاستقلال من النفوذ الغربي لجميع الدول العربية.

### الهوية الدينية
حتى حوالي القرن الرابع، كان معظم العرب تقريباً يمارسون أديان مُشركة. على الرغم من تطور الأقليات اليهودية والمسيحية بين العرب، بقي تعدد الآلهة نظام الإعتقاد السائد في فترة ما قبل الإسلام، حيث تبع معظم العرب ديناً وثنياً مع تعدد الآلهة، بما في ذلك هُبل، ووَدّ، واللات، ومناة، والعزى. عدد قليل من الأفراد، من الحنيفين، قد رفضوا على ما يبدو الشرك لصالح التوحيد لكن كانوا غير منتسبين إلى أي دين معين. تم اقتراح نظريات مختلفة حول دور الله في الدين الميكاني. اليوم غالبية العرب من المسلمون، وغالباً ما ينظر إلى الهويات على أنها لا يمكن فصلها. هناك وجود أقليات عربية تعتنق ديانات أخرى، أغلبها مسيحية إلى جانب أقلية من الدروز والبهائيين، وبين 7.1% إلى حوالي 10% من العرب الذين يعتنقون المسيحية. كانت هناك تيارات مختلفة في العروبة - واحدة دينية وعلمانية - عبر التاريخ العربي. بعد انهيار الخلافة الإسلامية العثمانية في القرن العشرين، ظهرت القومية العربية على الجبهة الدينية. واستمر هذان الإتجاهان في التغلب على بعضهما البعض حتى يومنا هذا. الآن، تقدم الأصولية الدينية بديلاً للقومية العلمانية. هناك أيضاً طوائف دينية مختلفة داخل الإسلام، مما يؤدي إلى الصراع الطائفي والسياسي. في الواقع، قد تكون المسافات الاجتماعية والنفسية بين المسلمين السنّة والشيعة أكبر من المسافة المدركة بين الأديان المختلفة. وبسبب هذا، يمكن النظر إلى الإسلام على أنه أساس وحدة أو قوة انقسام في الهوية العربية.

### الهوية اللغوية

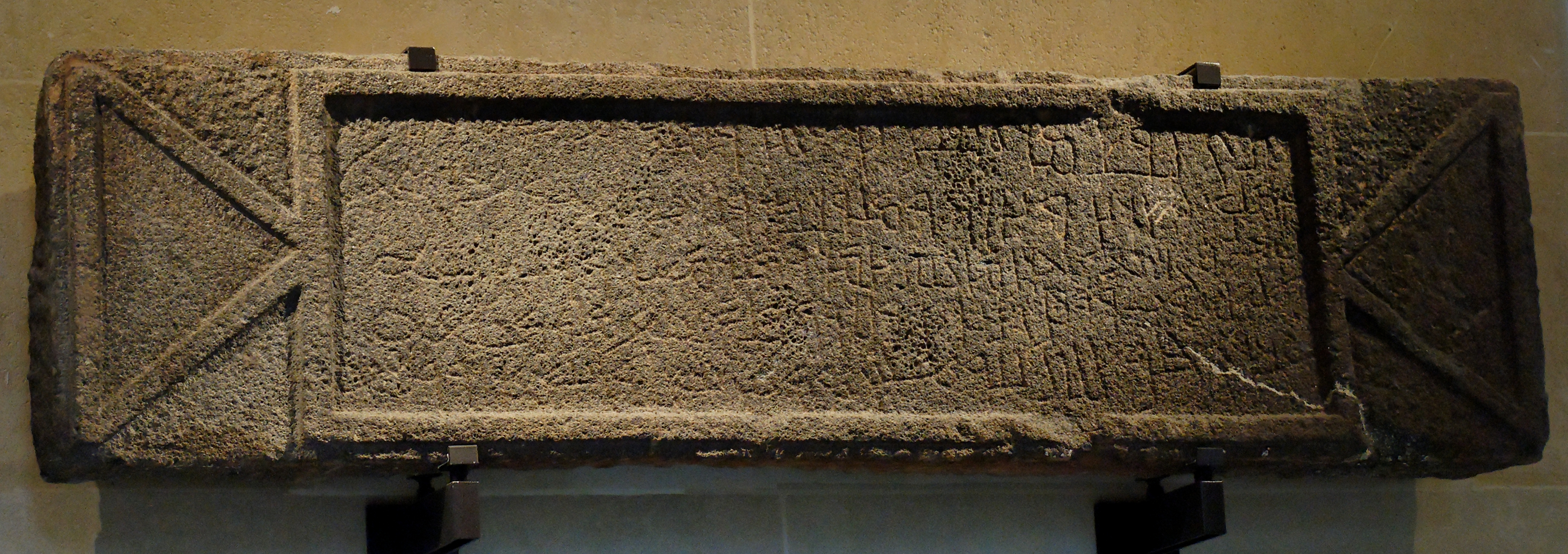
نقش النمارة، هو شاهد قبر امرئ القيس بن عمرو ملك الحيرة يصف فيه نفسه بأنه «ملك العرب»:.

بالنسبة لبعض العرب، تتجاوز اللغة العرق أو الدين أو القبيلة أو المنطقة. وبالتالي يمكن إعتبار اللغة العربية عاملاً مشتركًا بين جميع العرب. بما أن اللغة العربية تتعدى حدود البلاد، تساعد اللغة العربية على خلق شعور القومية العربية. تطورت اللغة العربية الحديثة عبر مئات السنين، وقد قضت على اللغات العربية الشمالية القديمة وحلت محلها، بينما كانت تسمى اللغة العربية الجنوبية القديمة لغة حمير نسبة إلى أعظم ممالك اليمن حينذاك، وما كاد النصف الأول للألفية الأولى للميلاد ينقضي حتى كانت هناك لغة لقريش، ولغة لربيعة، ولغة لقضاعة، وهذه تسمى لغات وإن كانت ما زالت في ذلك الطور لهجات فحسب، ويفهم كل قوم غيرهم بسهولة، كما كانوا يفهمون لغة حمير أيضًا وإن كان بشكل أقل، وكان نزول القرآن في تلك الفترة هو الحدث العظيم الذي خلدت بواسطته إحدى لغات العرب حينذاك، وهي اللغة التي نزل بها - والتي كانت أرقى لغات العرب - وهي لغة قريش، وسميت لغة قريش منذ ذلك الحين باللغة العربية الفصحى.
يتكلم العرب اليوم هذه اللغة العربية القرشيّة، ويطلقون عليها لغة الضاد لتفردها بهذا الحرف، وهي مكونة من 28 حرفًا، يُضاف إليها بضعة أحرف أخرى فارسية لتوضيح لفظ بعض الكلمات. تعد اللغة العربية من أقدم اللغات الحية حاليًا، وتنقسم اللغة الفصحى إلى سبع أو عشر لهجات فصحى يُقرأ بها القرآن الكريم. ويتكلم العرب المعاصرون العربية الفصحى ولهجات عامية متنوعة إلا أنها متقاربة، منها: اللهجة الخليجية الخاصة بسكان حوض الخليج العربي، واللهجة المصرية الخاصة بسكان مصر، واللهجة الشامية الخاصة بأهل الشام، وغيرها. ومن الملاحظ أن كل لهجة من تلك اللهجات تنقسم إلى لهجات محلية بدورها، مثل اللهجة الدمشقية واللهجة اللبنانية واللهجة الحلبية واللهجة الإسكندرانية، وهذه تُقسم أيضًا إلى لكنات عديدة. اللغة العربية الفصحى الحديثة هي اللغة العربية والأدبية المستخدمة في الكتابة، وكذلك في معظم الخطابات الرسمية، على الرغم من أنها لا تستخدم في الخطاب اليومي من قبل الغالبية العظمى من العرب. معظم العرب الذين يتعملون في اللغة العربية الفصحى الحديثة يكتسبونها من خلال التعليم ويستخدمونها فقط للكتابة والإعدادات الرسمية.